# La mala educación – Schlechte Erziehung
La mala educación – Schlechte Erziehung ist ein Spielfilm von Regisseur Pedro Almodóvar, gedreht im Jahr 2004 in Spanien, der Metafiktion, Kindesmissbrauch in der kath. Kirche, Transsexualität und Drogensucht zum Thema macht.

## Handlung
Der 27-jährige Enrique Goded ist 1980 nach drei erfolgreichen Filmproduktionen ein angesehener Regisseur. Er lebt in Madrid und sucht nach einem Stoff für einen neuen Film, als ein bärtiger Mann klingelt, der sich als sein Jugendfreund Ignacio ausgibt. Dieser „Ignacio“ ist Schauspieler und auf der Suche nach Arbeit. Er will Ángel genannt werden und hat Enrique zudem eine Erzählung mitgebracht. Enrique erkennt in ihm allerdings seinen Schulfreund, den er seit sechzehn Jahren nicht gesehen hat, nicht wieder, und schickt ihn weg, verspricht aber, die Erzählung zu lesen.
Die Erzählung, betitelt als Der Besuch, handelt von der Kindheit Enriques und Ignacios in einem streng katholischen Internat. Der Priester Padre Manolo begehrt Ignacio, der der Solist des Schulchors ist. Bei einem Schulausflug nähert sich der Priester dem Jungen auf sexuelle Art. Dieser erste Moment des Missbrauchs teilt das Leben von Ignacio in zwei Teile. Ignacio ist in seinen Mitschüler Enrique verliebt und hat erste sexuelle Erfahrungen mit diesem im Kino. Als Padre Manolo die Beziehung der beiden Jungen entdeckt, gibt sich Ignacio dem Priester hin, damit Enrique nicht von der Schule verwiesen wird. Er wird es dennoch.
Einige Jahre nach diesem Vorfall treffen Enrique und Ignacio erneut zusammen, erkennen einander aber nicht. Enrique ist inzwischen, wenn auch unglücklich, verheiratet und Vater. Ignacio ist ein Transvestit und nennt sich Zahara. Zahara hat Sex mit Enrique, ohne dass dieser, völlig betrunken, es merkt. Zahara freilich hat Enrique erkannt und hinterlässt ihm einen Brief. Zahara besucht den Ort, in dem er seine Kindheit in der Klosterschule verbracht hat. Dort versucht er Padre Manolo mit eben jener Erzählung Der Besuch zu erpressen. Später stellt sich heraus, dass dieser Handlungsstrang offensichtlich nicht tatsächlich geschehen, sondern stattdessen nur fiktiver Inhalt der Erzählung ist.
Enrique ist fasziniert von der Erzählung und beginnt sogleich, sie in ein Drehbuch umzuschreiben.
Er findet allerdings bei einem Besuch bei Ignacios Mutter in Galicien heraus, dass der Mann, der sich ihm als „Ignacio“ vorgestellt hat und Ángel genannt werden wollte, in Wirklichkeit Ignacios Bruder Juan ist und dass Ignacio bereits seit einigen Jahren tot ist. Dennoch beginnt er, trotz anfänglichen Widerstands, den Film mit „Ignacio“ als Zahara zu drehen. Enrique und Ángel werden ein Paar, obwohl Enrique nun weiß, dass Ángel nicht Ignacio, sondern Juan ist. Enrique hat allerdings im Drehbuch das Ende der Erzählung geändert: Zahara wird im Film von Padre Manolo und dessen brutalem Kollegen Padre José durch Halsumdrehen getötet. Als Juan diese Szene gespielt hat, bricht er in Tränen aus.
Da meldet sich ein Señor Berenguer, ein Verlagslektor, bei Enrique, der in der Zeitung von dem Filmprojekt gelesen hat. Er ist Padre Manolo, inzwischen verheiratet und aus Kirche und Schuldienst ausgetreten. Von ihm erfährt Enrique, dass Ignacio/Zahara wirklich versucht hat, Señor Berenguer alias Padre Manolo zu erpressen, um Geld für seine Heroinsucht und für eine geschlechtsangleichende Operation zu ergattern. Bei ihren Zusammentreffen lernt Berenguer Juan kennen und verliebt sich in ihn. Berenguer und Juan fassen zusammen den Plan, Ignacio/Zahara umzubringen. Sie spielen ihm ein Briefchen besonders reinen Heroins zu, mit dem sich Ignacio/Zahara, während er einen triumphierenden Brief an Enrique schreibt, unabsichtlich den Goldenen Schuss setzt: Er bricht zusammen, sein Kopf schlägt auf die Tasten der Schreibmaschine auf. Enrique hat keinerlei Interesse mehr an Juans fadenscheinigen Rechtfertigungsversuchen. Zum Abschied übergibt Juan ihm den angefangenen Brief, bei dessen Abfassung Ignacio starb.

## Dramaturgie
Der Film bezieht ein Großteil seiner Wirkung aus seinem verschachtelten Aufbau: Drei Zeitebenen – Kindheitsvergangenheit der Protagonisten in der Klosterschule (etwa 1964), etwa 13 Jahre später die Erpressung von Padre Manolo/Señor Berenguer durch Ignacio und dessen Ermordung durch Juan und Señor Berenguer (1977) und drei Jahre später die Filmgegenwart von Enriques Stoffsuche, Liebe zu Juan und Dreharbeit (1980) – werden miteinander verschränkt, Ebenen, von denen nie völlig klar ist, inwieweit sie filmische Realität oder „Film im Film“ sind. Das wird durch die Einführung der autobiografischen Erzählung von Ignacio Der Besuch ermöglicht, die Enrique, der Regisseur, bei der Lektüre sofort in Filmbilder umsetzt, die der Zuschauer zu sehen bekommt.
Die Struktur  von La mala educación wird weiterhin kompliziert dadurch, dass Zahara, der transsexuelle Bruder Juans, in Enriques Verfilmung von Juan gespielt wird, sodass in seiner Darstellung zwei Personen verschmelzen, während Padre Manolo und Señor Berenguer, ein und dieselbe Person in unterschiedlichen Lebensphasen, von zwei verschiedenen Darstellern gespielt wird. Letzteres gilt auch für Enrique, der in der Filmwirklichkeit Goded heißt, im Film im Film jedoch Serrano und von einem anderen Darsteller gespielt wird (Alberto Ferreiro).
Zahara stirbt im Film zweimal: Einmal ermordet von Padre Manolo und dessen brutalem Ordensbruder (Film im Film), einmal durch „Goldenen Schuss“, eingefädelt von Señor Berenguer und Juan (Filmwirklichkeit). Autor der Erzählung Der Besuch ist Ignacio, Juan gibt sich aber als ihr Autor aus. Diese Erzählung endet nicht mit Zaharas Tod, diesen fügt Enrique in seinem Drehbuch erst ein, als er erfahren hat, dass Ignacio tot ist – nur um dann durch Berenguers Geständnis die Hintergründe zu erfahren, die seine Filmversion Lügen strafen.

## Hintergründe
Der Regisseur und Drehbuchautor des Films, Pedro Almodóvar, wuchs selbst als Schüler einer Klosterschule auf. In den 80er-Jahren war er ebenfalls ein gefeierter Regisseur. Er arbeitete zehn Jahre am Drehbuch zum Film. Der Film kostete rund neun Millionen Euro.
Das Ende der Erzählung Der Besuch besteht aus zwei Szenen, die Almodóvar inszeniert, im Film aber nicht verwendet hat (Bonusmaterial auf der DVD): 1. Zahara wird in dem Café, in das er kommen wollte, von  Enrique und Zaharas Freundin Paquito vermisst. 2. Die beiden suchen zusammen mit zwei Polizeibeamten Padre Manolo und den Priester, der ihm beim Mord an Ignacio geholfen hat, auf, um sich nach dem Verbleib von Ignacio zu erkundigen und das gestohlene liturgische Gerät zurückzubringen.
Der gebürtige Mexikaner Gael García Bernal musste für den Film einen spanischen Akzent und typische spanische Gesten erlernen; im Film machte er ein Voll-Playback des Songs Quizás, quizás, quizás.

## Kritiken
Im Spiegel wurde der Film als virtuos bezeichnet. Er erzähle mit seiner unvergleichlich melancholischen Eleganz vom Begehren und Begehrtwerden als einer Sache auf Leben und Tod.
Als Meisterwerk mit Widerhaken, erotisch, sinnlich und erbarmungslos wurde der Film im Blickpunkt:Film gelobt. Der Film sei von schmerzhafter Schönheit und ein typischer Film von Almodóvar.
film-dienst schrieb über La Mala Educación: „Pedro Almodóvar erzählt in Bildern von atemberaubender Schönheit eine düstere, vom Film Noir inspirierte Geschichte, wobei die Femme Fatale ein junger Mann ist, der seine erotische Verführungskraft skrupellos einsetzt.“

## Auszeichnungen
Der Film war 2005 bei den BAFTA Awards in der Kategorie Bester nicht-englischsprachiger Film nominiert, musste sich jedoch Die Reise des jungen Che geschlagen geben, wo Gael García Bernal ebenfalls die Hauptrolle spielte. Neben Nominierungen auf zahlreiche Filmfestivals war La Mala Educacíon auch für einen César, einen Independent Spirit Award und einen Satellite Award nominiert.
Zweimal nominiert, für Publikumspreise in den Kategorien Bester Darsteller (Fele Martínez) und Beste Regie, wurde der Film beim Europäischen Filmpreis 2004. Nominierungen erhielt er in den Kategorien Bester Film, Beste Regie, Beste Kamera, Bestes Drehbuch und Beste Musik. Ebenfalls lediglich nominiert war der Film bei den Goyas 2005; in den Kategorien Bester Film, Beste Regie und Bester Produzent musste sich der Film Alejandro Amenábars Oscar-preisgekröntem Das Meer in mir geschlagen geben, in der Kategorie Beste Ausstattung dem Film Tiovivo c. 1950.